# Crysencio Summerville
Crysencio Summerville (* 30. Oktober 2001 in Rotterdam) ist ein niederländischer Fußballspieler surinamischer Abstammung, der seit August 2024 beim englischen Erstligisten West Ham United unter Vertrag steht. Der Flügelspieler ist ehemaliger Nachwuchsnationalspieler.

## Karriere

### Verein
Summerville wuchs im Süden Rotterdams auf und begann mit dem Fußballspielen beim lokalen Amateurverein RVVV Noorderkwartier. Nachdem er bei einem Spiel von einem Scout Feyenoord Rotterdams entdeckt wurde, spielte er ab Sommer 2008 für die Jugend des Ehrendivisionärs. Dort durchlief er die gesamte Akademie des Traditionsvereins, bevor er zur Saison 2018/19 einen Dreijahresvertrag unterzeichnete. Der Jugendtrainer Martin van Geel bezeichnete ihn damals als quirligen, schwer zu verteidigenden Flügelspieler. Ab diesem Zeitpunkt war er ein fester Bestandteil des Kaders der U19 und kam für diese in den ersten neun Saisonspielen stets von Beginn des Spiels zum Einsatz. Diese Serie endete jedoch abrupt, als er Mitte November 2018 in eine körperliche Auseinandersetzung mit Mitspieler Mats Knoester geriet. Aufgrund dieses Vorfalls wurde er vom Verein bis Jahresende suspendiert.
Im Januar 2019 kam er dann in ein neues Umfeld, als ein Leihgeschäft mit dem Zweitligisten FC Dordrecht organisiert wurde. Dort sollte er die Rückrunde der Saison 2018/19 in der ersten Mannschaft absolvieren. Sein Debüt im professionellen Fußball bestritt er bereits am 13. Januar 2019 (20. Spieltag) bei der 2:6-Heimniederlage gegen den FC Den Bosch, in der zweiten Halbzeit für den Marokkaner Oussama Zamouri eingewechselt wurde. Zwei Spieltage später traf er bei der 1:3-Heimniederlage gegen die Reservemannschaft des PSV Eindhoven erstmals für seinen Leihverein. Bis zum Saisonende verpasste er nur ein Spiel und konnte in 18 Einsätzen fünf Tore erzielen.
Am 30. August 2019 wechselte Summerville in einem einjährigen Leihgeschäft zum Ligakonkurrenten ADO Den Haag. Dort etablierte er sich rasch als Stammspieler und erzielte am 26. Oktober (11. Spieltag) beim 2:0-Auswärtssieg gegen Vitesse Arnheim sein erstes Saisontor. In dieser Spielzeit 2019/20 bestritt er 21 Ligaspiele, in denen er zwei Tore erzielte und drei weitere Treffer vorbereitete.
Am 16. September 2020 wechselte er zum englischen Erstligisten Leeds United, wo er einen Dreijahresvertrag unterzeichnete. Dort kam er zunächst hauptsächlich in der U21-Mannschaft des Vereins zum Einsatz und debütierte erst ein Jahr später am 17. September 2021 in der Premier League, als er im Ligaspiel gegen Newcastle United in der zweiten Halbzeit für Raphinha eingewechselt wurde. Bis zum Saisonende kam er noch auf fünf weitere Erstliga-Einsätze. Ab der folgenden Saison 2022/23 erhielt er regelmäßig Einsatzzeit und bestritt 28 Partien, davon zwölf von Beginn an, stieg mit der Mannschaft jedoch in die zweite Liga ab. Dort konnte er sich nach dem Abstieg als Stammspieler durchsetzen. 
Am 3. August 2024 unterzeichnete Summerville einen Fünfjahresvertrag bei West Ham United. Die Ablöse beläuft sich auf umgerechnet 29,3 Millionen Euro.

### Nationalmannschaft
Summerville vertrat die Niederlande in verschiedenen Juniorennationalmannschaften. Mit der U17 gewann er die U-17-Europameisterschaft in England. Im Finalspiel gegen Italien wurde er eingewechselt.

## Erfolge
Niederlande U17
- U-17-Europameister: 2018